# اهرم (تنگستان)
اَهرَم ، شهری است واقع در استان بوشهر در کشور ایران.
اهرم مرکز شهرستان تنگستان است.   

## موقعیت
شهر اهرم بر ۲۸ درجه و ۵۳ دقیقه عرض شمالی و ۵۱ درجه ۱۵ دقیقه طول شرقی قرار دارد.
شهر اهرم در فاصله ۵۵ کیلومتری جنوب شرق بوشهر واقع است.
اهرم ۵ هزار اصله نخل دارد. شمار زیاد نخلستان‌ها باعث کندی در گسترش ساخت‌وساز در این شهر شده‌است و دارای بیمارستانی ۳۲ تخت خوابی (امام حسین) می‌باشد. یکی از دلایل عدم گسترش شهرسازی در اهرم وجود رودخانه باهوش در جنوب و غرب این شهر می‌باشد که عملاً در کنار نخیلات عظیم منطقه به مانند دیواری اطراف شهر را فراگرفته است؛ اما به همت رایزنی و تلاش های دکتر غلامحسین کرمی تنها نماینده تنگستانی حوزه دشتی و تنگستان در مجلس شورای اسلامی و مطالبه گری های اعضای دوره ششم شورای اسلامی شهر اهرم (ابراهیم دهقان‌دوست، دکتر عاطفه شکاری، حاج غلامرضا برقی نژاد، مهندس محمد عاشوری و فرخنده علمداری) عملیات اجرایی پل باهوش در بهمن ماه ۱۴۰۲ با حضور وزیر علوم، تحقیقات و فناوری آغاز شد و این پروژه درحال حاضر درحال فعالیت می باشد.

## گردشگری
چشمه آب گرم اهرم به عنوان یکی از مهمترین جاذبه‌های گردشگری این شهر است و همه ساله مسافران بسیاری از اقصی نقاط کشور به دیدن این جاذبه تفریحی می‌آیند. گفتنی است که در سال ۱۳۸۶، چشمه آبگرم اهرم بوشهر به‌عنوان دهکده نمونه آب درمانی در ایران انتخاب شد.
دیگر جاذبه‌های گردشگری این شهر عبارتند از: قلعه زائر خضر خان تنگستانی (قلعه کلات)، امامزاده ابراهیم، امامزاده جعفر، منطقه خائیز، سد انحرافی اهرم و آب درمانی غوچرک واقع در امامزاده زین الشهدا و نخلستانهای فراوان می‌باشد. دلوار و ساحل زیبای آن از دیگر جاذبه‌های اهرم است.

## افراد سرشناس و مشهور
از جمله افراد سرشناس و مشهور شهر اهرم:
- باقرخان تنگستانی از مبارزان تنگستانی
- احمدخان تنگستانی فرزند باقرخان (از سرداران مبارزه با استعمار)《فرمانده قوای تنگستانی در مبارزات علیه استعمار انگلیس》
- زایر خضرخان اهرمی (صاحب قلعه کلات و مبارز تنگستانی و همرزم ریسعلی دلواری «رهبر مبارزه با استعمار در جنوب کشور»
- سید مرتضی مجتهد اهرمی، وی سردستهٔ مشروطه خواهان بوشهر بود.
- معتقد اهرمی، عالم، شاعر و نویسنده سده ۱۴ قمری
- دکتر غلامحسین کرمی تنها نماینده تنگستانی حوزه انتخابیه دشتی و تنگستان در مجلس شورای اسلامی
- حجت‌الاسلام حسین حق شناس از افراد مشهور و معتمدین تنگستانی که فرزند وی
- محمدجواد حق شناس فرزند حسین رئیس کمیسون فرهنگی شورای اسلامی تهران و سردبیر چندین روزنامه می‌باشد
- محمدعرفان زاهدی رئیس مجلس دانش آموزی کشور[نیازمند منبع]
- رضا خالدی را به عنوان روسای مجلس دانش آموزی کشور[نیازمند منبع]

## کشاورزی در اهرم
کشاورزی غالب در این منطقه کشت درخت نخل ، تنباکو و کاشت صیفی جات است. مردم این منطقه به دلیل پیشینه تاریخی خود در کشاورزی علی‌رغم سایر شغل‌ها از قبیل شغل‌های اداری و آزاد، به کار در مزارع خرما نیز مشغول می‌باشند.
ضمن اینکه کشاورزی تنباکو مختص منطقه محمود احمدی و آباد از شهرستان تنگستان می باشد که به نام تنباکوی برازجانی معروف می باشد .
کشاورزی در این منطقه در فصول پاییز و زمستان نیز رونق خاص خود را دارد. کاشت گندم و جو به دو صورت دیم و آبی انجام می‌شود. باران‌های فصلی و آب و هوای مناسب این شهر باعث شده که رشد این گیاه در این فصول، بهتر صورت بگیرد.